# Saint-Haon-le-Châtel
Saint-Haon-le-Châtel is een gemeente in het Franse departement Loire (regio Auvergne-Rhône-Alpes) en telt 568 inwoners (2004). De plaats maakt deel uit van het arrondissement Roanne.

## Geografie
De oppervlakte van Saint-Haon-le-Châtel bedraagt 0,9 km², de bevolkingsdichtheid is 631,1 inwoners per km².
De onderstaande kaart toont de ligging van Saint-Haon-le-Châtel met de belangrijkste infrastructuur en aangrenzende gemeenten.

## Demografie
Onderstaande figuur toont het verloop van het inwonertal (bron: INSEE-tellingen).